# كانتيرانو
كانتيرانو هي بلدة تقع في العاصمة روما في إيطاليا .

## السكان
في سنة 1871 بلغ عدد السكان 745 نسمة، وتطور العدد ليصل في سنة 2011 لـ 359 نسمة.
يظهر هذا المخطط البياني تطور النمو السكاني لـ كانتيرانو